# Eurocopter AS365 Dauphin
El Airbus Helicopters AS.365 Dauphin (‘delfín’ en francés) es un helicóptero bimotor medio polivalente diseñado y fabricado originalmente por la compañía francesa Aérospatiale, y desde 1992 por el Grupo Eurocopter, después de la integración de la primera en el grupo aeronáutico europeo. El 1 de enero de 2014, Eurocopter pasó a llamarse Airbus Helicopters.

## Diseño y desarrollo
Desarrollado a partir del helicóptero monomotor Aérospatiale SA360 Dauphin, el Dauphin es uno de los diseños con más éxito de Eurocopter y es utilizado de un modo generalizado como transporte corporativo, helicóptero policial, helicóptero de noticias, evacuaciones médicas y helicóptero de búsqueda y salvamento. Una de los distintivos más característicos de este helicóptero es el rotor de cola tipo fenestron.
La versión militarizada del Dauphin es el Eurocopter AS565 Panther. El Dauphin también es utilizado por los Guardacostas de los Estados Unidos bajo la denominación HH-65 Dolphin.
El Dauphin es también fabricado bajo licencia en China bajo el nombre de Harbin Z-9 por la empresa Harbin Aircraft Manufacturing Corporation.

### Componentes
Francia

#### Electrónica

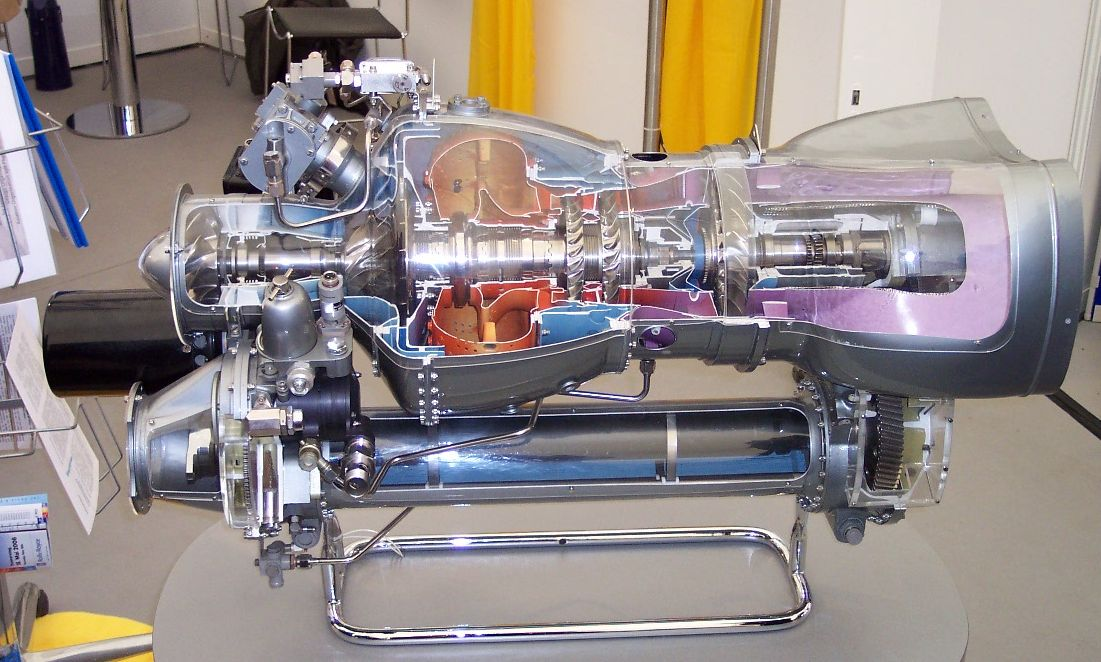
Corte esquemático del Arriel.

| Sistema      | País | Fabricante | Notas     |
| ------------ | ---- | ---------- | --------- |
| Red de datos |      |            | ARINC 429 |

#### Propulsión
| Sistema | País               | Fabricante | Notas     |
| ------- | ------------------ | ---------- | --------- |
| Motor   | Bandera de Francia | Turbomeca  | 2× Arriel |

## Variantes

### Civiles

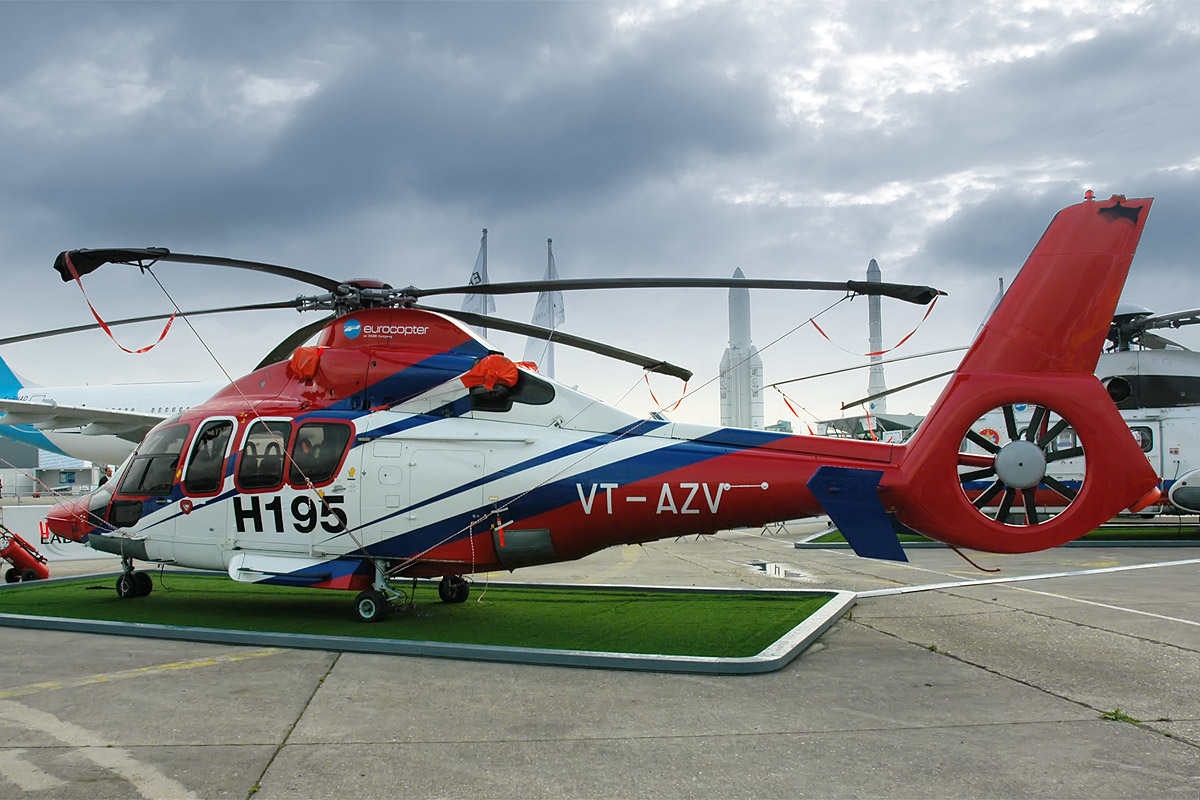
Eurocopter EC155 B1 en el Paris Air Show de 2007.

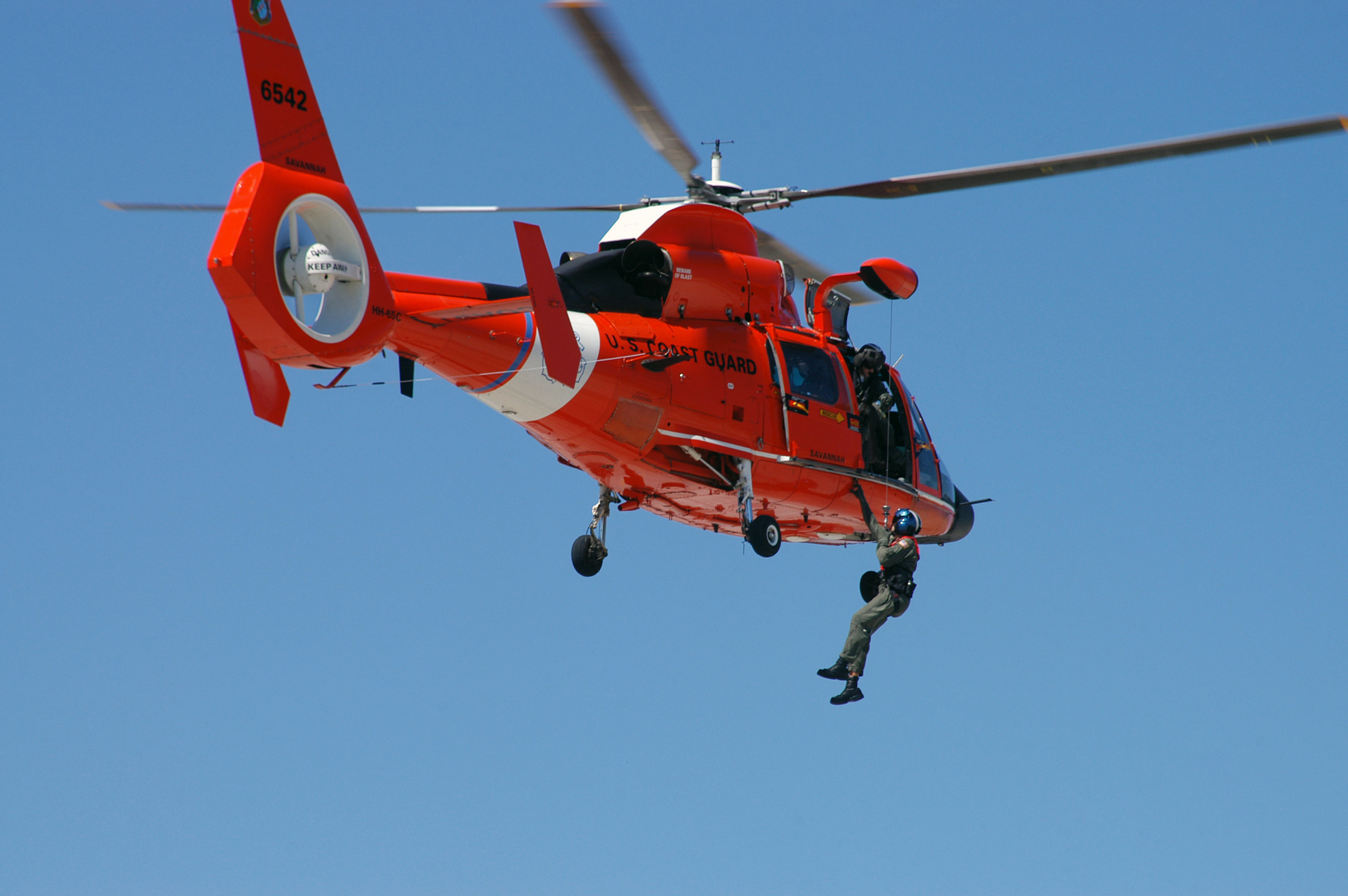
HH-65C Dolphin de los Guardacostas de EE. UU.

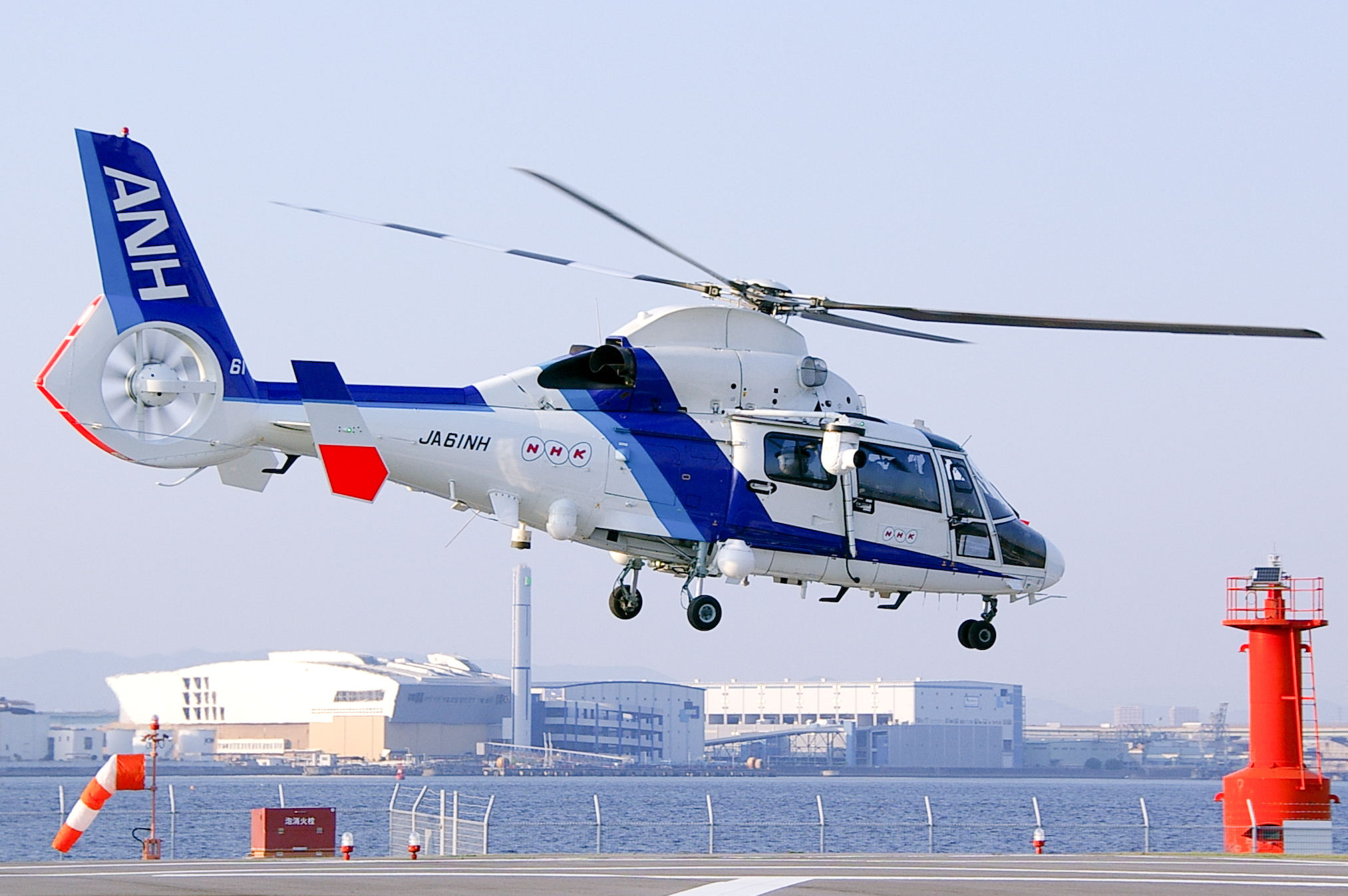
AS.365N2 de All Nippon Helicopter.

SA.365C
Esta versión bimotor del Dauphin, designada como Dauphin 2, fue presentada en el año 1973. El primer vuelo del prototipo tuvo lugar el 24 de enero de 1975, mientras que la entrega del primer pedido se realizó en diciembre de 1978. La producción del SA.360 y del SA.365C terminó en 1981, cuando aproximadamente habían sido fabricados 40 SA.360 y 50 SA.365C. Ambos modelos fueron reemplazados por el SA.365N (posteriormente modernizado como AS.365N1).
AS.365N
Esta es una versión mejorada del SA.365C Dauphin 2. El primer prototipó voló el 31 de marzo de 1979. Esta versión disponía de dos motores Turbomeca Arriel 1C más potentes y tren de aterrizaje retráctil. Las entregas de este modelo se iniciaron en 1982.
AS.365N1/N2
Esta versión ofrecía los motores Arriel 1C2. Las entregas de esta versión se iniciaron en 1990. Las versiones Z-9 y Z-9A son fabricadas bajo licencia en China.
AS.365N3
Versión desarrollada para operar en escenarios de gran altitud y altas temperaturas. Dispone de dos motores Turbomeca Arriel 2C y un control digital del motor (FADEC). La versión salió al mercado en 1998 y terminó su producción en septiembre de 2021, siendo su última unidad con número de serie 7060 entregada al servicio de Aduanas de España.
AS.365N4
Versión fabricada bajo el nombre EC155.
EC155B1
Esta versión originalmente estaba designada para suceder a la versión N3 como AS.365N4, pero fue anunciado en 1997 que se redesignaría como EC155B. Al igual que en la versión N3, disponía de dos Arriel 2C.
HH-65A Dolphin
La versión SA366G1 Dauphin fue seleccionada por los Guardacostas de los Estados Unidos (USCG) a principios de los años ochenta como helicóptero de rescate aéreo, bajo la denominación HH-65A Dolphin. Un total de 99 helicópteros fueron adquiridos.

### Militares

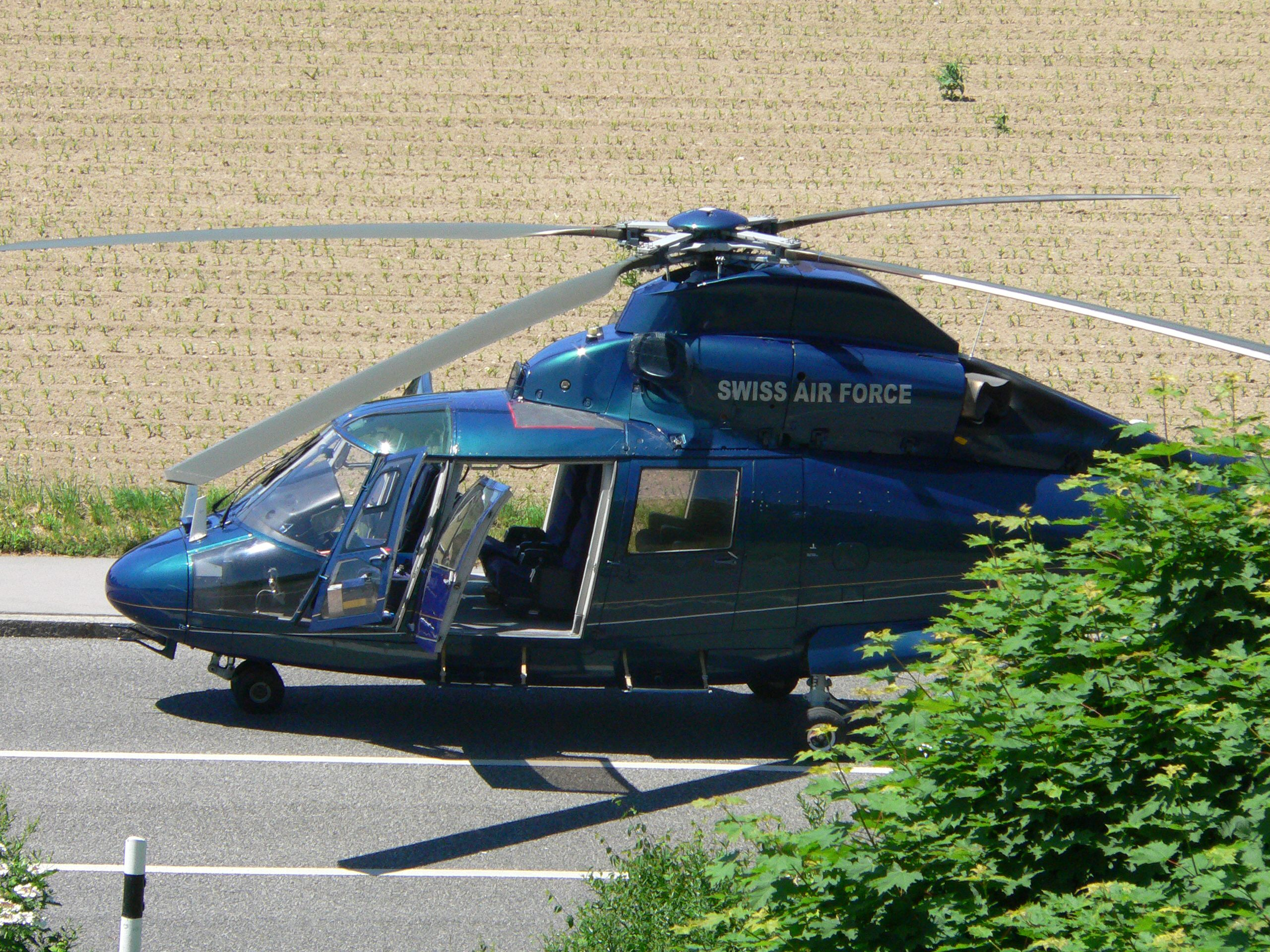
Eurocopter Panther de la Fuerza Aérea Suiza.

Para más información acerca de la versión militar del Dauphin, véase: Eurocopter Panther.
AS.365F
Versión naval.
AS.365F1
Versión naval.
AS.365K
Versión militarizada del AS.365N2.
AS.365M
Versión militarizada del AS.365N2.
Los AS.365N militares son designados como AS.565 Panther, existiendo las siguientes versiones:
AS.565UA/UB
Versión utilitaria.
AS.565AA/AB
Versión de ataque.
AS.565MA/MB
Versión naval de búsqueda y salvamento.
AS.565SA/SB
Versión de guerra antisubmarina.

## Operadores

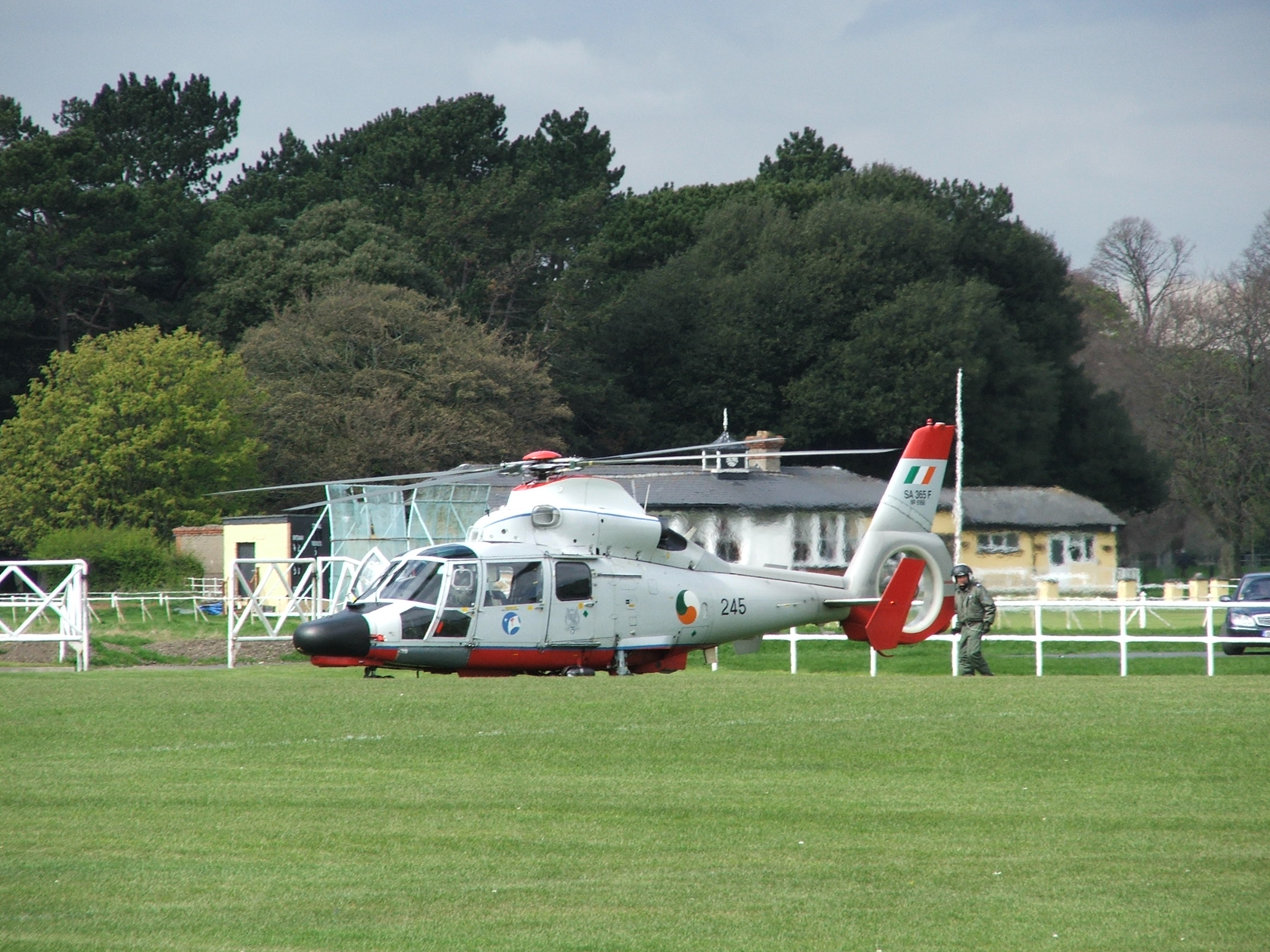
SA.365F originalmente operado por el Irish Air Corps.

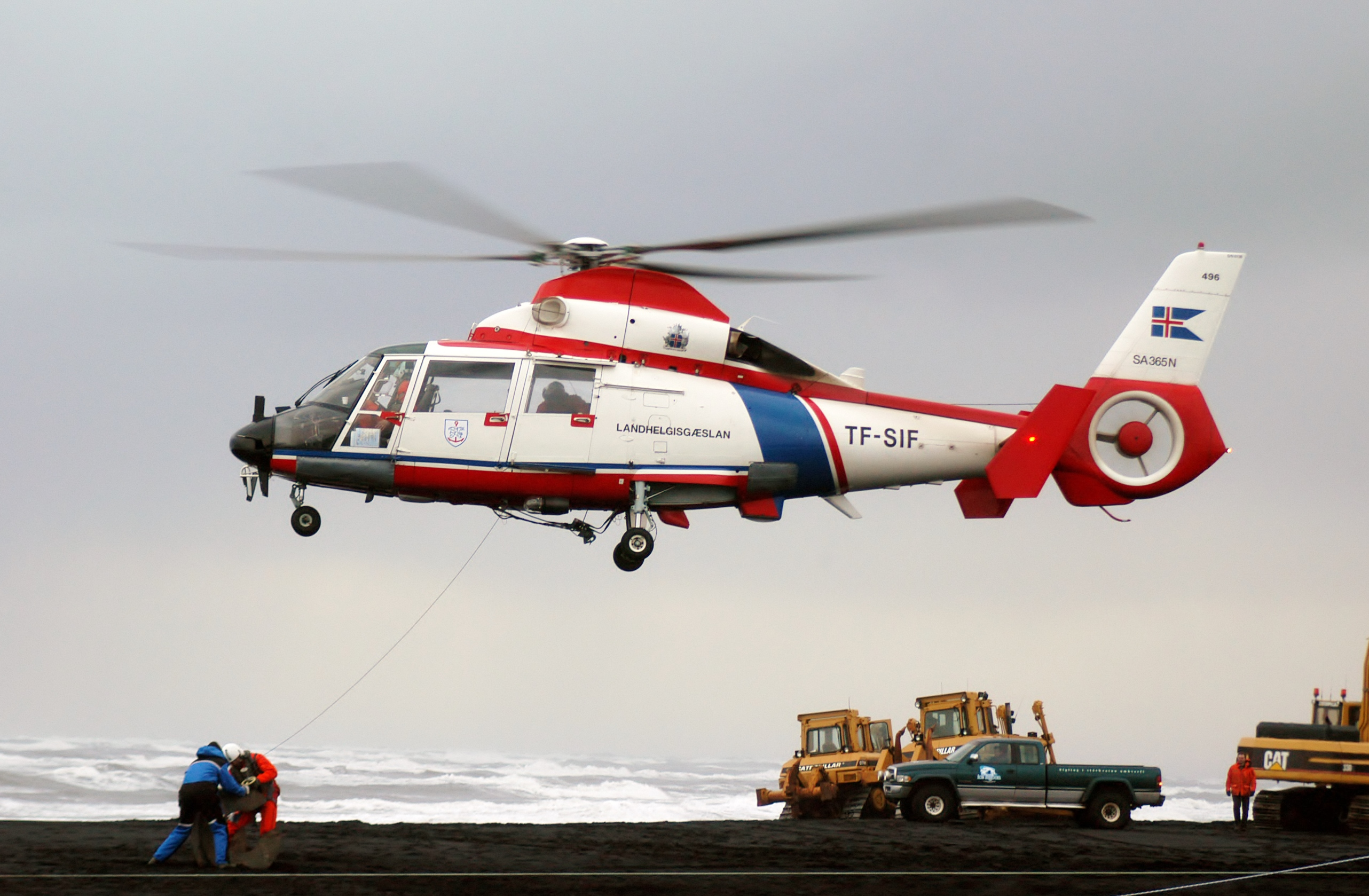
AS.365N2 Dauphin 2 de los Guardacostas de Islandia.

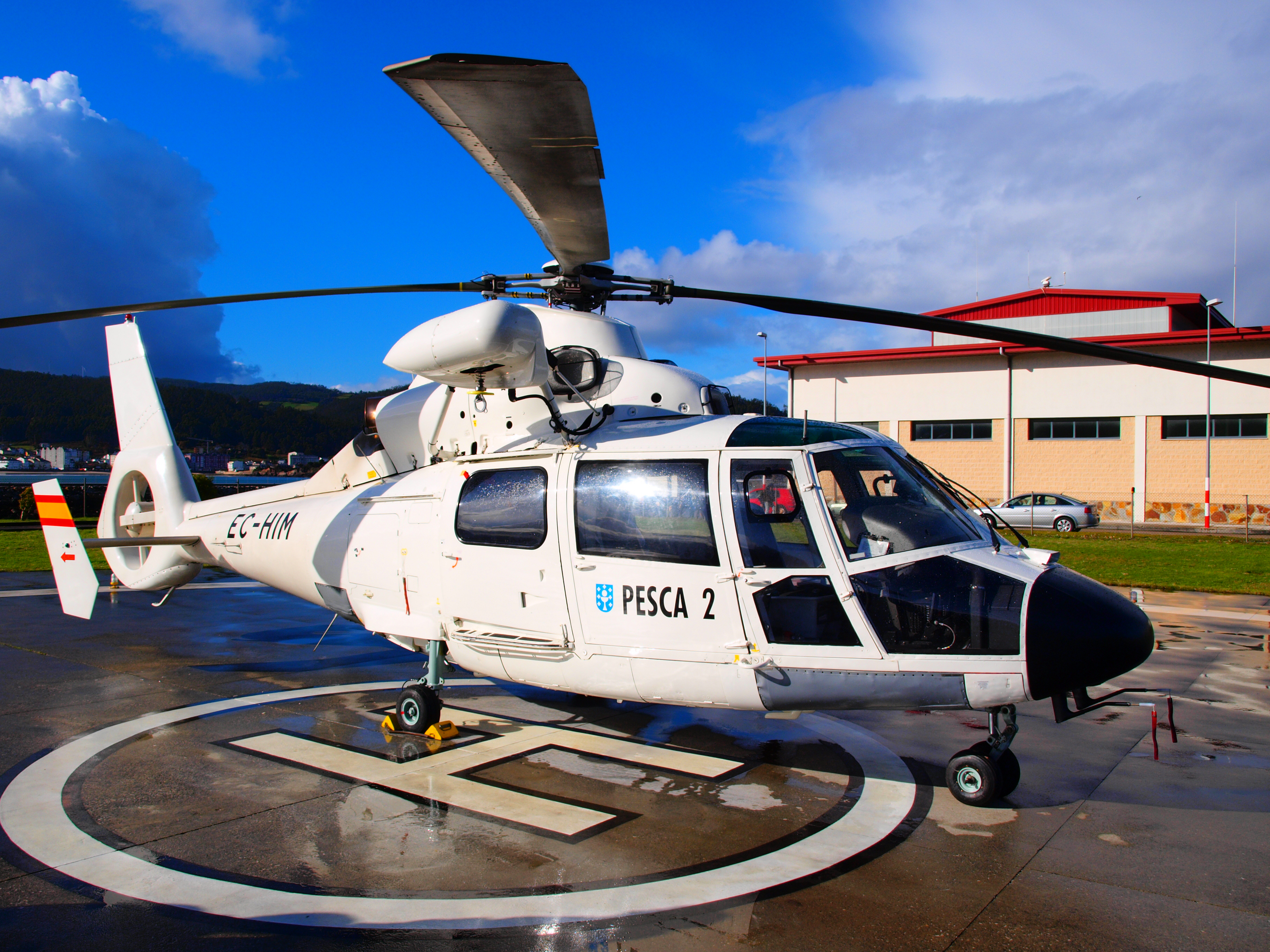
AS.365N2 Dauphin 2 del Servicio de Guardacostas de Galicia en el Helipuerto Costa Norte.

### Militares
Brasil
 Burkina Faso
 Camboya
 Chile
- Armada de Chile

 Colombia
- Armada de Colombia

 China
 República Democrática del Congo
 Costa de Marfil
 Uruguay
- Fuerza Aérea Uruguaya: Helicóptero presidencial.

 Fiyi
 Francia
 Grecia
 Hong Kong
 Israel
 Malaui
 México
 Marruecos
 Ruanda
 Arabia Saudita
 Sudáfrica
 Sri Lanka
 Reino Unido
 Estados Unidos
 Uruguay
 Vietnam
 República Dominicana

### Gubernamentales/policiales
Alemania
- Bundespolizei

 Argentina
- Prefectura Naval Argentina

 Australia
 Brasil
 España
- Servicio de Vigilancia Aduanera
- Servicio de Guardacostas de Galicia
- Sociedad de Salvamento y Seguridad Marítima
- Servicio de Vigilancia Pesquera
- Servicio Aéreo de la Guardia Civil

 Estados Unidos
 Hong Kong
 Islandia
 Indonesia
 Malasia
 Rumania
 Suiza
 Tailandia
 Taiwán

### Civiles
Australia
 Bélgica
 Canadá
 Chile
 Emiratos Árabes Unidos
 Estados Unidos
 Francia
 India
 Indonesia
 Irán
- SAR, vigilancia marítima.[3]

 Italia
 Japón
 Níger
 Reino Unido
- Michael Owen

 Túnez

## Especificaciones (AS.365N3)
Referencia datos: eurocopter.com

### Características generales
- Tripulación: Uno/dos (pilotos)
- Capacidad: 12 pasajeros
- Longitud: 13,7 m (45 ft)
- Diámetro rotor principal: 11,9 m (39,2 ft)
- Altura: 4,1 m (13,3 ft)
- Peso vacío: 2411 kg (5313,8 lb)
- Peso máximo al despegue: 4300 kg (9477,2 lb)
- Planta motriz: 2× turboeje Turbomeca Arriel 2C.
  - Potencia: 625 kW (862 HP; 850 CV) cada uno.

### Rendimiento
- Velocidad máxima operativa (Vno): 306 km/h (190 MPH; 165 kt)
- Alcance en ferry: 827 km
- Techo de vuelo: 5865 m (19 242 ft)
- Régimen de ascenso: 8,9 m/s (1752 ft/min)

## Aeronaves relacionadas

### Desarrollos relacionados
- Harbin Z-9
- Aérospatiale Dauphin
- HH-65 Dolphin
- Eurocopter Panther
- Eurocopter EC 155

### Aeronaves similares
- Bell 222/230
- Sikorsky S-76
- AgustaWestland AW169
- Mitsubishi MH2000
- Kamov Ka-60

### Secuencias de designación
- Secuencia SA /AS/EC_ (interna de Eurocopter): ← AS332 Super Puma - AS350 - AS355 - SA/AS365 Dauphin - AS532 Cougar - AS550/AS555 Fennec - AS565 Panther →
- Secuencia H._ (Helicópteros del Ejército del Aire español, 1978-presente): ← HT/HU.27 - HA.28 - HD.29 - HU.30